# Felix Kuen
Felix Kuen (* 22. März 1936 in Innsbruck; † 23. Jänner 1974 in Absam) war ein österreichischer Bergsteiger.

## Leben
Felix Kuen wuchs in Oberperfuss auf und begann früh mit Klettertouren in den Kalkkögeln. Später gelangen ihm neben zahlreichen schweren Alpentouren auch einige Erstbegehungen und Wintererstbegehungen. Im Jahr 1970 wurde Kuen zu Herrligkoffers siebenter Nanga-Parbat-Expedition eingeladen, dabei gelang ihm zusammen mit Peter Scholz die zweite Besteigung der Rupalwand (Sigi-Löw-Gedächtnisexpedition zum Nanga Parbat).
Am 23. Jänner 1974 beging Felix Kuen in seiner Absamer Wohnung im Alter von 37 Jahren Suizid. Kuens Freund Werner Haim schreibt:

„Bis heute ist mir Felix Kuens Freitod ein Rätsel. Wie oft habe ich gegrübelt und überlegt: Warum? Gerade wir zwei kämpften bei unseren Bergfahrten manchmal ums Überleben und waren auch dem Tod oft näher als dem Leben. Wir haben uns mehr als einmal gegenseitig das Leben gerettet. Und wenn es sein musste, auch einmal mit einer kräftigen ‚Watschen‘, um wieder die Lebensgeister zu wecken, um nicht vor lauter Erschöpfung für immer einzuschlafen. Wäre ein Selbstmord am Berg nicht viel leichter durchzuführen gewesen als zu Hause? Ich glaube, die Berge waren ihm für einen Suizid zu ‚heilig‘. Außerdem hätte er möglicherweise seinen Seilpartner ebenfalls in Gefahr gebracht, und das hätte ein Felix Kuen nie absichtlich getan. Wie hoch muss sein geheimer Leidensdruck gewesen sein, dass er diese Tat ausführte. Zum Gedenken an ihn errichteten wir Heeresbergführer aus Absam 1975 am Hundskopf oberhalb von Gnadenwald den ‚Felix-Kuen-Klettersteig‘. Er erfreute sich von Beginn an großer Beliebtheit und wird auch heute noch viel begangen.“

## Alpinistische Leistungen (Auszug)
- 38 Erstbegehungen gemeinsam mit Werner Haim

- Solstein, Nordwand erste Winterbegehung
- Hochfeiler, NO-Wand
- Griessferner, NO-Wand und N-Wand
- Hochferner, N-Wand
- Schüsselkar, Süd-Verschneidung
- Große Ochsenwand, NO-Kante
- Königsspitze, direkte N-Wand, 1961
- Matterhorn, Nordwand, 1961 (16. Begehung), gemeinsam mit Johann Rietzler
- Lyskamm, direkte N-Wand, 1961 (3. Begehung)
- Eiger, Nordwand, 1962
- Riepenwand, O-Kante, erste Winterbegehung 1963
- Speckkarspitze, gerade N-Wand, erste Winterbegehung 1963
- Speckkar-Nordwand, „Binder Route“
- Speckkar-Nordwand, „Östlicher Teil“
- Hochiss-Direkte Nordwand, Rofan
- Fallbachkartürme-Nordwand, Karwendel
- Grandes Jorasses, „Walkerpfeiler“
- Grosse Zinne, Nordwand, Sachsenweg 1963 (3. Begehung)
- Ortler, N-Wand 1963
- Petit Dru, Bonattipfeiler 1963
- Königsspitze, direkte N-Wand, erste Winterbegehung 1964
- Piz Badile Nordostwand, Bergell
- Piz Ciavazes, „Micheluzzi“, Dolomiten
- Triolet-Nordwand
- Aiguille du Plan-Nordwand (1965)
- Breithorn-Nordwand, „Welzenbachführe“ (1965)
- Westliche Zinne-Nordwand, „Franzosenführe“
- Totenkirchl-Westwand, Wilder Kaiser
- Washington Column, direkte Süd, Yosemite Valley
- Jirishanca 6126 m (Anden, Peru), zweite Besteigung 1966
- Nanga Parbat 8125 m (Himalaya, Pakistan), Sigi Löw Gedächtnis-Expedition 1970, Kuen gelingt zusammen mit Peter Scholz die Besteigung des Hauptgipfels durch die Rupalwand (2. Begehung), Routenvariation im Ausstieg links um den Vorgipfel; Reinhold und Günther Messner hatten bei der ersten Begehung am Tag zuvor den Vorgipfel rechts passiert. Scholz und Kuen müssen im Abstieg auf ca. 8000 m eine Nacht biwakieren. Kuen und Scholz gelingt erstmalig die Besteigung des Nanga Parbat ohne Zehenverlust.
- Mount Everest, 1972 Versuch an der Südwestwand, man erreicht eine Höhe von 8350 Metern
- Zuckerhut (Rio de Janeiro, Brasilien), 1972 Erstbesteigung der Nordwand.